# Mladen Petrić
Mladen Petrić (Dubrave kraj Brčkog, Bosna i Hercegovina, 1. siječnja 1981.), hrvatski umirovljeni nogometaš i bivši nogometni reprezentativac.

## Klupska karijera

#### Rane godine
Nakon odrađenog juniorskog staža u lokalnom niželigašu FC Neuenhofu, Petrić je seniorsku karijeru započeo kao 17-godišnjak u švicarskom drugoligašu FC Badenu, otkuda je 1999. godine prešao u prvoligaša Grasshopper-Club Zürich, gdje je proveo ukupno pet sezona od kojih se u četiri redovito pojavljivao u početnoj postavi.

#### Zürich i Basel
U 1. švicarskoj ligi za klub iz Züricha je nastupio ukupno 114 puta i postigao 30 prvoligaških pogodaka prije nego što je u ljeto 2004. za odštetu od 3 milijuna eura prešao u FC Basel. Za Basel je u 1. švicarskoj ligi dosad odigrao 57 utakmica i postigao 30 pogodaka, a s klubom je nastupio i u 20 utakmica Kupa UEFA-e u kojima je postigao pet pogodaka. 2007. godine proglašen najboljim igračem Švicarske lige.

#### Borussia i Hamburg
Petrić u sezoni 2007./08. prelazi u njemačkog bundesligaša Borussiju Dortmund, da bi iduću sezonu prešao u Hamburger SV, klub svog suigrača iz reprezentacije, Ivice Olića. Gdje je već u prvoj polusezoni proglašen najboljim klupskim igračem.

### Fulham
Krajem lipnja 2012. godine potpisao je jednogodišnji ugovor engleskim klubom Fulhamom. Za svoj novi klub je u FA Premier ligi debitirao u prvom kolu sezone 2012./13. protiv Norwich Cityja i s dva svoja zgoditka i asistencijom pridonio Fulhamovoj pobjedi od 5:0.

### West Ham United
10. rujna 2013. godine je West Ham United objavio dolazak hrvatskog reprezentativnog napadača Mladena Petrića koji je potpisao jednogodišnji ugovor. Nakon samo nekoliko mjeseci provedenih u West Ham-u, Mladen raskida ugovor.

### Panathinaikos
8. siječnja 2014. pristupa slavnom grčkom prvoligašu Panathinaikosu i potpisuje ugovor do lipnja 2015.
6. svibnja 2015. produljuje ugovor s grčkim prvoligašem Panathinaikosom do ljeta 2016.
U svibnju 2016. godine je Petrić zaključio svoju nogometnu karijeru. Panathinaikos je 29. svibnja igrao s Panionisom, a Petrić je još ranije putem Facebooka poručio kako mu je to posljednji ogled u karijeri. Panathinaikos je slavio s 1:0 golom Leta, a Petrić je upisao asistenciju. Nakon toga uslijedio je oproštaj od suigrača i publike.

## Reprezentativna karijera
Za hrvatsku reprezentaciju Petrić je po prvi put nastupio u studenom 2001. u prijateljskoj utakmici protiv Južne Koreje, ali je njezin standardni član postao tek u ljeto 2006., kada ga je zbog dobrih igara u dresu Basela izbornik Bilić odlučio priključiti momčadi za kvalifikacijske utakmice za Europsko prvenstvo 2008. godine, koje se je održalo u Austriji i Švicarskoj. U kvalifikacijama za Euro 2008. nastupio je u sve tri dosad odigrane utakmice i postigao četiri pogotka u pobjedi 7:0 protiv Andore.

## Priznanja

### Individualna
- Najbolji strijelac švicarske lige u sezoni 2006./07. s postignutih 19 zgoditka.
- Od Udruge švicarskih nogometaša profesionalaca proglašen za najboljeg igrača Švicarske 2006.

### Klupska
Grasshopper Club Zürich
- Prvak Švicarske (2) : 2000./01, 2002./03.

FC Basel
- Prvak Švicarske (1) : 2004./05.
- Švicarski kup (1) : 2006./07.
- Uhrencup (1) : 2006.

## Zanimljivosti
- Petrić ima dvojno hrvatsko i švicarsko državljanstvo,[6] jer je još kao dvogodišnje dijete s obitelji iselio u švicarski gradić Neuenhof pokraj Züricha.[7]
- Petrić je poliglot i osim hrvatskog govori njemački, engleski i talijanski a razumije i francuski jezik.[7]
- 23. studenoga 2006. godine na utakmici s francuskim Nancyjem, u Kupu UEFA, u sudačkoj nadoknadi obranio je jedanaesterac, kada je na golu svoga FC Basela pri rezultatu 2:2 zamijenio golmana Costanza, koji je bio isključen iz igre i budući je Basel već izvršio tri zamjene na vrata je stao Petrić.[8] Tom obranom sačuvao je svoju momčad od poraza te dospio na naslovne stranice švicarskih novina.[6]
- Iako je hrvatski reprezentativac, reprezentativnu karijeru započeo je u švicarskoj U-17 i U-19 reprezentaciji, a za hrvatsku reprezentaciju se opredjelio kao 20-ogodišnjak.
- Jedini je igrač hrvatske reprezentacije koji je postigao četiri zgoditka na jednoj utakmici, a na istoj toj utakmici postigao je i jubilarni 300. zgoditak za Hrvatsku u njezinoj povijesti (7. listopada 2006., Hrvatska - Andora 7:0).[9]
- Hobi mu je iluzionizam za koji se zanima još od kada je kao 14-godišnjak dobio na poklon knjigu o mađioničarima od brata Josipa.[10][11]

## Vanjske poveznice
- Profil na Transfermarktu
- Profil na Soccerwayu